# Distichophyllum wanianum
Distichophyllum wanianum är en bladmossart som beskrevs av Benito C. Tan och Lin Pan-juan 1995. Distichophyllum wanianum ingår i släktet Distichophyllum och familjen Hookeriaceae. Inga underarter finns listade i Catalogue of Life.